# Glina (Horvátország)
Glina város és község Horvátországban, Sziszek-Monoszló megyében.

## Fekvése
Sziszektől légvonalban 27, közúton 35 km-re délnyugatra, az úgynevezett Báni végvidéken (Banska krajina), a Zrinyi-hegység (Zrinska gora) és a Kulpamente között félúton, az azonos nevű folyó partján fekszik ott, ahol a Maja folyó a Glinába ömlik. Glina község közigazgatási területe a északon a Kulpa folyótól délen a bosnyák határig terjed, magában foglalja nyugaton Zrinyi-hegység előterét, a Glina-síkságot és Kulpamenti-síkság déli részét. A község lakosságának legnagyobb része Glina városában és környékén, kisebb része a Kulpamente és a Glina-síkságon él. Legkevesebben a Zrinyi-hegység előterében laknak.

## A község települései
A községhez közigazgatásilag Balinac, Baturi, Bijele Vode, Bišćanovo, Bojna, Borovita, Brestik, Brezovo Polje, Brnjeuška, Brubno, Buzeta, Dabrina, Desni Degoj, Dolnjaki, Donja Bučica, Donja Trstenica, Donje Jame, Donje Selište, Donje Taborište, Donji Klasnić, Donji Selkovac, Donji Viduševac, Dragotina, Drenovac Banski, Dvorišće, Glina, Gornja Bučica, Gornje Jame,Gornje Selište, Gornje Taborište, Gornji Klasnić, Gornji Selkovac, Gornji Viduševac, Gračanica Šišinečka, Hađer, Hajtić, Ilovačak, Joševica, Kihalac, Kozaperovica, Maja, Majske Poljane, Majski Trtnik, Mala Solina, Mali Gradac, Mali Obljaj, Marinbrod, Martinovići, Momčilovića Kosa, Novo Selo Glinsko, Prekopa, Prijeka, Ravno Rašće, Roviška, Skela, Slatina Pokupska, Stankovac, Svračica, Šaševa, Šatornja, Šibine, Trnovac Glinski, Trtnik Glinski, Turčenica, Velika Solina, Veliki Gradac, Veliki Obljaj, Vlahović és Zaloj települések tartoznak.

## Története
Az emberi élet első nyomai a község területén a Hrvatska Bojna településhez tartozó Brekinjova Kosán található rézkori erődítmény maradványai közül, az i. e. 3500 és 3000 közötti időszakból kerültek elő. Az itteni lakosság a lasinjai kultúrához tartozott. A kora és középső rézkor határán keletkezett balkáni eredetű kultúra népessége sűrű településhálózatot hozott létre, vízpartokon álló, zömében kisebb településekkel. Ezeken egyszerre kettő-négy, a földfelszínre épített, nagyméretű ház állt, melyekhez sokszor gazdasági épület is csatlakozott. Különös ismertetőjegyei a sajátos kidolgozású kerámiák is. Nevét a Glinától északnyugatra a Kulpa partján fekvő Lasinja településről kapta, ahol leleteit először találták meg.
A római korban a térség legnagyobb települése a Glinától északkeletre, a Száva partján fekvő Siscia (Sziszek) volt, melynek lakossága 297-ben elérte negyvenezret. Itt haladt át a Senia (Zengg) és Emona (Ljubljana) felől Sisciába haladó római út (via vita), melynek két ága Károlyváros közelében egyesült. Egy másik római út (via magna) Sisciából az Una völgyén át haladt a tengerpart felé, míg a harmadik (via exercitus) Kostajnica irányából a Kulpa felső folyása mentén haladt. Az utak mentén katonai táborok, őrhelyek létesültek. A via vita egyik mérföldkövét a községhez tartozó Dragotina területén találták meg. Glinától délnyugatra a mai Topuszka helyén alakult ki Ad Fines római városa, mely onnan kapta a netén, hogy két tartomány, Dalmácia és Pannónia határán feküdt. Melegvizű forrásait már a rómaiak is használták gyógyításra.
A kereszténységet római katonák terjesztették el a 3. században és Siscia rövidesen püspöki székhely lett. Leghíresebb püspöke a Savariában vértanúhalált halt Szent Quirinus volt. a 4. századtól a 7. századig terjedő időszak Európában a népvándorlás kora. Ennek végén a 7. században az avarok kíséretében érkezett szlávok foglalták el ezt a vidéket, akik asszimilálták az itt talált illír eredetű őslakosságot. A kialakuló horvát fejedelemség eleinte több törzs alkotta szövetségből tevődött össze, melyek élén a zsupán állt. Alatta a kiváltságokat élvező földesúri réteg, majd a földet művelő szabad parasztok, legalul pedig a rabszolgák álltak. A Kulpa és az Una között kialakuló nagyzsupánság területén amint az az Árpád-házi királyok okleveleiből kiderül számos törzs élt. A 8. század végén a frankok hódították meg azt a területet és misszionáriusaik révén terjeszteni kezdték a kereszténységet. A frank uralom a 9. század végéig tartott. A frank uralom lerázása után létrejött az önálló Horvát Királyság. Az első horvát király Tomiszláv egy államban egyesítette a horvát törzseket és létrehozta a közigazgatási és egyházkormányzati rendszert. Bár Siscia környékén sok keresztény élt, voltak papok és templomok ez a vidék akkor kimaradt az egyházszervezésből.
II. István horvát király halála (1091) után a horvát nemesség két részre szakadt. Egyik része Zvonimir király sógorát I. László magyar királyt választotta meg, míg az ellenpárt a déli nemesség Svačić Péter választotta királlyá. Zvonimir özvegye Ilona királyné és hívei hívására László serege benyomult az ország területére és elfoglalta a Gvozd-hegységig terjedő területet, benne a mai Glina vidékét is. 1094-ben megalapította a zágrábi püspökséget. 1097-ben Kálmán magyar király az ország többi részét is uralma alá hajtotta. 1102-ben Biogradban Kálmánt az ország királyává koronázták. Ezután Horvátországot a király nevében a horvát-szlavón hercegek, illetve a bánok kormányozták.
Glina első írásos említése 1284. június 1-jén történt, amikor Vuk brnovaci nemes a zágrábi káptalan által kiállított oklevél szerint eladta glinai földjét Kojan, Ivan és Petar brnovaci nemeseknek. A település nevét az azonos nevű folyóról kapta. Az írásos forrásokban általában Glyna, Glinia, Glinna, Gliena és Glina alakban szerepel. Urai a történelem folyamán gyakran cserélődtek és többször adományoztak birtokokat és kiváltságokat a község területén élőknek, templomaiknak, intézményeiknek. A 14. században a Babonicsoknak voltak birtokaik Pedalj, Zrin, Hrastovica, Gradac és más településeken. Helyzetük 1335-ben változott meg drámaian, amikor Babonić István fegyvert fogott Károly Róbert király ellen és kegyvesztett lett, birtokait elveszítette. A birtokokat a család másik ága a Blagay család vette át, akik még újabbakat is szereztek mellé. 1347-ben a Zrínyiek ősei a Subićok szereztek birtokokat a Zrinyi-hegység (Zrinska gora), a Gvozd-hegység és Pedalj vidékén. A család ezután vette fel Zrin váráról a Zrínyi (Zrinski) nevet. Egyik águk megszerezte Perna várát is. 1380-ban.a Frangepánok is birtokok lettek a térségben Sztenicsnyák várának megszerzésével. A birtokok a török hódításig maradtak a családok birtokában, majd később a katonai határőrvidék részei lettek.
A templomosok rendjének a 12. század végén III. Béla magyar király adományozott birtokot Gora környékén. A birtok a Glina torkolatától a mai Prekopáig, majd délkeletre a mai Brnjeuškáig, keleten és északkeleten pedig Petrinyáig húzódott. Kezdetben Hrastovica is hozzá tartozott. 1205-ben II. András magyar király a cisztercita rendnek adományozta Topuszkát és más birtokokat. Ezek többsége a Gvozd-hegységtől a Kulpáig terjedő térségben volt. A 12. században a Boszniából bogumulizmus terjedt el rohamosan az előkelők és a nép között. A templomosok Gorát hitéleti, kulturális és gazdasági központtá építették ki. Az embereket írásra, olvasásra, földművelésre, szőlő- és zöldségtermesztésre oktatták. 1211-ben II. András király adományából a ciszterciek építettek kolostort a közeli Topuszkán, ahol kisebb megszakításokkal 1480-ig maradtak.
A 15. század második felében török seregek hatoltak be a Báni végvidékre nagy pusztítást végezve a Kulpa és az Una közötti térségben. 1459-ben török uralom alá került Szerbia, 1463-ban Bosznia, 1482-ben pedig Hercegovina is. Horvátország területére 1448 körül hatoltak be először Topuszka és Perna térségében. A támadások 1491-ben és 1493-ban is megismétlődtek. 1493. szeptember 9-én a korbávmezei csatában szétverték a bán vezette horvát sereget. 1512-ben elözönlötték az Unamentét, de ekkor még kiűzték őket. A következő évtizedekben azonban már nagy pusztítást vittek véghez, 1529-ben pedig már egészen Bécsig jutottak. Ebben a helyzetben szükségessé vált a horvát és a szlavón katonai határőrvidék megalapítása. Glina és térsége a horvát határőrvidék része lett, melynek központja Károlyváros volt. 1566-ban a török elfoglalta Kostajnicát, a térségre a legvéresebb csaták időszaka mégis 1592, Bihács eleste után köszöntött. 1593-ban Sziszeket támadta a török, de a horvát védők sikeresen védték meg.
A horvát szábor a 17. század folyamán nagy gondot fordított a Kulpa és az Una közötti terület védelmére és megerősítésére. A sikeres védelmi harcok következtében 1689-re a határ visszatért az Una folyóhoz. 1696-ban a szábor a bánt tette meg a Kulpa és az Una közötti határvédő erők parancsnokává, melyet hosszas huzavona után 1704-ben a bécsi udvar is elfogadott. Ezzel létrejött a Báni végvidék, horvátul Banovina, vagy Banja. A törökellenes harcok enyhülése a boszniai szerb pravoszláv lakosság betelepülését eredményezte. A szerbek ebben az időben a peći pravoszláv püspökséghez tartoztak. 1695-ben a horvátországi pravoszláv hívek lelki gondozására létrehozták a karlovac-zrinjopoljskai püspökséget, melynek kezdetben Komogovima volt a székhelye. A püspökség székhelyét 1748-ban Kostajnicára helyezték át. 1771-től a püspökség székhelye Plaški volt. Ma Károlyvárosban működik. 1737-ben Glinán tartották meg a szábor ülését, melyen több mint húsz jelentős döntést hoztak. Közülük a legjelentősebb volt az a kérés, hogy a császár biztosítson helyet Horvátország képviselőjének a törökkel folytatott béketárgyalásokon. 1759-ben Glinán alapította meg Draskovich János gróf a szabadkőműves páholyt, mely az első ilyen szervezet volt Európának ezen a részén. 1765-ben megnyílt a város első iskolája, melynek első tanítója Ivan Prandel volt. Az első kórházat 1788-ban említik Glinán, Selište településen.
Ami a katonai határőrvidék szervezését illeti létrehozták a századokat és a kapitányságokat, majd 1745-ben megalakították a glinai és a petrinyai ezredet. Glina az első báni ezred, míg Petrinya a második báni ezred központja lett. Itt létesült az ezredparancsnokság, a parancsnok pedig a horvát bán lett. A Báni végvidék magában foglalta a Kulpa, a Száva és az Una közötti térséget, délnyugaton a Kulpától a Petrova goráig, majd innen délkeletre az Una folyóig. A francia-osztrák háború során 1809-ben a Báni végvidék is a napóleoni Illír provincia része lett, melynek központja Ljubljanán volt. A harcokban sok határőrvidéki katona vett részt és közülük sokan el is estek. A franciák 1814-ben vonultak ki Glináról. 1827-ben felépítették a Nepomuki Szent János plébániatemplomot, mely a délszláv háborúban megrongálódott. 1828-ban a pravoszláv hívek is felépítették templomukat a Legszentebb Istenanya tiszteletére. Ezt 1941-ben az usztasák rombolták le. 1842-ben Matica Ilirska néven új egyesület alakult, célja a tudomány, az irodalom és a nemzeti nyelv terjesztése volt. 1846-ban a Glinán komponálta meg Josip Runjanin határőr kadét Antun Mihanović versére a horvát himnuszt. A katonai határőrvidék hivatalosan 1871-ben szűnt meg, teljes felszámolása 1873-ban történt. 1878-ban megalakult a város önkéntes tűzoltó egyesülete.

Glinának 1857-ben 2951, 1910-ben 2894 lakosa volt. A község fejlődésében sokat jelentett a Sziszek-Vrginmost vasútvonal 1901-es, majd a Vrginmost-Károlyváros vasútvonal 1905-ös megépülése. 1918-ban az új szerb-horvát-szlovén állam, majd később Jugoszlávia része lett. A II. világháború előtt a városban számos egyházi, hazafias, kulturális és művelődési egyesület alakult. A második világháború idején Glina kezdetben a Független Horvát Állam része volt. Az usztasák 1941-ben két nagyobb vérengzést is rendeztek a településen. Május 11-12-én mintegy négyszáz, augusztus 3-án pedig mintegy kétezer szerbet, főként a környék falvaiból összegyűjtött szerb férfiakat gyilkoltak meg, legtöbbjüket a város ortodox templomában. A két esemény glinai vérengzések néven vonult be a történelembe. 1991. június 25-én Glina is a frissen kikiáltott független Horvátország része lett. A helyi szerbek már másnap megtámadták a rendőrség épületét, ezzel itt is megkezdődött a délszláv háború. Az épület ostromában egy rendőr meghalt, öten megsebesültek, tizenhat rendőrt pedig fogságba hurcoltak. 
 A szerb erők július 27-re teljesen birtokukba vették a várost, melyet csak 1995. augusztus 8-án a Vihar hadművelettel foglalt vissza a horvát hadsereg. 
 A szerb lakosság nagy része elmenekült. A háború előtt a városban még a szerbek voltak kétharmados többségben. A háború után ez az arány megfordult. 2011-ben a lakosság 69,68 százaléka volt horvát és 27,46 százaléka szerb nemzetiségű. 2011-ben a városnak 4680, a községnek összesen 9283 lakosa volt.

## Népesség
| Lakosság változása | Lakosság változása | Lakosság változása | Lakosság változása | Lakosság változása | Lakosság változása | Lakosság változása | Lakosság változása | Lakosság változása | Lakosság változása | Lakosság változása | Lakosság változása | Lakosság változása | Lakosság változása | Lakosság változása | Lakosság változása |
| ------------------ | ------------------ | ------------------ | ------------------ | ------------------ | ------------------ | ------------------ | ------------------ | ------------------ | ------------------ | ------------------ | ------------------ | ------------------ | ------------------ | ------------------ | ------------------ |
| 1857               | 1869               | 1880               | 1890               | 1900               | 1910               | 1921               | 1931               | 1948               | 1953               | 1961               | 1971               | 1981               | 1991               | 2001               | 2011               |
| 2.951              | 2.390              | 2.382              | 2.809              | 2.677              | 3.117              | 2.894              | 3.417              | 2.138              | 2.618              | 3.173              | 4.558              | 5.790              | 6.933              | 3.116              | 4.680              |

## Nevezetességei
- Nepomuki Szent János tiszteletére szentelt római katolikus temploma 1824 és 1827 között épült B. Felbinger tervei szerint késő barokk-klasszicista stílusban. A plébániatemplom építésének fő támogatója Ferenc osztrák császár volt, aki orgonát is ajándékozott a templomnak. Egyhajós épület lekerekített szentéllyel, mellette sekrestyével és a főhomlokzatról emelkedő harangtoronnyal. A templom berendezései között szószék, keresztelőkápolna, padok, 19. századi orgona, és barokk ereklyetartó volt. 1991-ben a szerb erők lerombolták, a háború után újjáépítették.[4]
- Glina vára a 18. század első felében, 1735 és 1737 között épült a Maja-patak torkolatánál. Szabálytalan hatszög alaprajzú erőd volt kiugró háromszögletes bástyákkal. Az egykori erőd helye mára teljesen betagozódott a város szerkezetébe, így felismerhetetlen. Az egykori várfalak vonalát próbálják megvédeni a további beépítéstől, de eredeti helyüket csak egy régészeti feltárással lehetne megállapítani és legalább részben rekonstruálni.
- A Legszentebb Istenanya Születése (Kisboldogasszony) tiszteletére szentelt szerb pravoszláv templom 1963-ban épült. 1995 augusztusában a várost visszafoglaló horvát erők aláaknázták és súlyosan megrongálták. 2003-ban megkezdődött a torony és a kupola újjáépítése. Tervben van a tetőszerkezet lecserélése és a belső tér megújítása.
- A régi pravoszláv templomot 1941-ben az usztasák lerombolták. Előtte több mint 1560, a templomba összegyűjtött környékbeli szerb férfit gyilkoltak le itt. A romokat a kommunista hatalom nem engedte újjáépíteni. Később ennek alapjaira építették a horvát házat. A ház előtt található Antun Augustinčić „Anya és gyermeke” emlékműve. A bronz emlékművet 1969-ben állították fel. A monumentális szobor egy anyát ábrázol gyermekét a térdén tartva.[5]
- Az első báni ezred parancsnoki épülete 1845-ben épült. Az épület a város főterén, a Josip Jelačić bán tér 3. szám alatt áll. A 19. századi katonai objektumok jellegzetességeit viseli magán. 1991-ben súlyos károkat szenvedett, de újjáépítették.
- A Branimir fejedelem utca 11. szám alatt áll a Horvát himnusz háza. Az emeletes épület a 19. század közepén épült, eredetileg kereskedelmi rendeltetéssel. Udvarán értékes gazdasági épületek találhatók. Építészeti értékein túl történeti értékét az adja, hogy itt komponálták a horvát himnuszt. 1995-ben súlyosan megrongálódott, tetőzete beomlott. Teljes megújítását tervezik.
- Horvát hősök emlékműve a város nyugati kijáratánál.
- Az egykori gimnázium épülete[6] egy szabadon álló kétszintes épület, amely a Ban Josip Jelačić tér délkeleti sarkában található, és amelynek fő nyugati homlokzata a városliget felé nyílik. Az épület két szárnyból áll, amelyek "L" alakot alkotnak. Az épület homlokzatai a 19. század végi történelmi stílusok jellemzőit tükrözik. Az épület hátsó részét egyszerűbben, építészeti díszítés nélkül alakították ki. Az 1980-as évekig az épület iskola volt, azóta lakóépület. Glina város történelmi magjának építészetében jelentős helyet foglal el.
- A Radić testvérek utcában áll a Casina szállodakomplexum[7]  épülettömbje, mely két épületből áll. A 19. század közepéről származó régebbi, egyemeletes saroképület téglából épült. Földszintje poroszboltozatos. Az újabb épület egy reprezentatív egyemeletes épület, amelyet a 20. század elején építettek a századforduló történelmi stílusainak megfelelően. 1913-ban a régebbi épületet szállodává alakították át, az új épületet pedig nyilvános célokra alakították ki, a földszinten kávézóval és étteremmel, az első emeleten pedig reprezentatív csarnokkal.

## Gazdaság
A városnak fejlett élelmiszeripara, textilipara, faipara és építőipara van, valamint rádióállomása működik.

## Kultúra
- A város számos kulturális egyesülete közül kiemelkedik a KUD Glina kulturális és művészeti egyesület.
- HAKUD glinai tamburazenekar

## Oktatás
A városnak alapiskolája és középiskolája is van. A középisklában gimnázium működik, emellett több szakterületen (közgazdaság, kereskedelem, autószerelés stb.) folyik a képzés.

## Fontosabb egyesületek
- Önkéntes tűzoltó egyesület
- Az elesett horvát hősök szüleinek egyesülete
- Az elesett horvát hősök özvegyeinek egyesülete
- A rokkant horvát katonák egyesülete
- A délszláv háború veteránjainak egyesülete
- Kutyabarátok egyesülete
- Glinska banica mazsorett egyesület
- Glina lakóinak polgári egyesülete
- Matica Hrvatska kulturális egyesület
- Maja kulturális és környezetvédelmi egyesület
- Matica nyugdíjas egyesület

## Sport
- Glina sporthorgász egyesület
- Glina kosárlabdaklub
- NK Banovac Glina labdarúgóklub
- Mladost Glina labdarúgóklub
- Glina röplapdaklub
- Kobra Glina kungfu iskola
- Glina atlétikai klub